# Демонстрације у Србији 1996—1997.
Од половине новембра 1996. године до краја фебруара 1997. широм Србије су одржани грађански и студентски протести против власти Слободана Милошевића. Грађански протести трајали су 88, а студентски више од 117 дана.
Директан повод демонстрацијама јесте крађа на локалним изборима 1996. године, али прави разлози леже у незадовољству народа тешком социо-економском ситуацијом, изолацији земље и жељи људи, пре свега младих, за променама. Демонстрације су започете у Нишу а касније су се врло брзо прошириле на све веће градове у Србији.
После крађе на локалним изборима, коалиција Заједно организовала је свакодневне протесте грађана у већим градовима Србије. Упоредо са грађанским отпочели су и протести студената. Пиштаљке и шетња биле су карактеристика протеста, али и кордони полиције.
Резултати избора (односно победа опозиције на локалном нивоу) признати после доласка специјалног изасланика ОЕБС-а Фелипеа Гонзалеса 11. фебруара 1997. доношењем лекс специјалиса. Изборни резултати довели су у многим градовима и општинама представнике опозиције на власт, али се прихваћени резултати нису у потпуности поклапали са изборном вољом. Сам закон допринео је да се изађе из постојеће кризе, али није се ништа учинило на кажњавању оних који су прекрајали изборну вољу тако да је сумња у тачност изборних резултата пренета и на будуће изборе. Освајање градова и општина за српску демократску опозицију имало је велики значај јер су многи опозициони политичари први пут почели да раде на политичким функцијама.
Након завршетка протеста и задовољења захтева Коалиције Заједно, режим Слободана Милошевића био је веома уздрман, а с обзиром да је 1997. била изборна година очекивала се даља промена власти у Србији. Међутим, наду у промене прекинула је свађа лидера Коалиције Заједно која је након неколико месеци престала да постоји. Изборе 1997. године су због непромењених изборних услова бојкотовале опозиционе странке ДС, ДСС и ГСС, док је СПО изашао, а изборни резултат одржао је СПС и ЈУЛ на власти. Највећи значај демонстрација је што се показало да опозиција има средство којим може да парира Слободану Милошевићу, тако да су они били само припрема за промене 5. октобра 2000.
Током свакодневних демонстрација извештавање РТС-а, Политике и других режимских медија је било изузетно тенденциозно и омаловажавајуће према демонстрантима називајући их „шпијунима“, „страним плаћеницима“, „шаком случајних пролазника“ и др. Овакво извештавање повећало је неповерење народа према режимским медијима и режиму Слободана Милошевића.

## Како је све почело — Ниш

### Ситуација пре протеста
Након периода санкција Ниш је био веома погођен јер је индустријска структура заснована на фабрикама већег капацитета од којих је једино ДИН добро пословала. Остале фабрике попут ЕИ-а, МИН-а, Јастрепца, Нитекса или Вулкана радиле су са веома малим капацитетом. Фабрике су биле оптерећене партијским руководством и знатно већим бројем запослених него што је то било потребно и били су примери социјалистичких предузећа у друштвеном власништву. Градска власт која је до тада била из редова СПС-а, није имала могућности да на кризу реагује, али је утицала на кадровску структуру и сви директори су били чланови СПС-а или ЈУЛ-а. Пример немарности града било је предузеће Ангропромет, које се бавило трговином и дистрибуцијом намирница широке потрошње. Ангропромет је био монополиста на тржишту Ниша али није се пронашао начин да се извуче из кризе попут сличних предузећа у Београду (Ц-маркет, Пекабета, Јабука) или другим градовима Србије. Током пролећа 1996. радници су протестовали шетајући градом, носећи транспаренте и узвикујући пароле, а једна од омиљених била је „Миле лопове“. Радило се о тадашњем председнику савета за развој града и председнику нишког СПС-а Милету Илићу.
У самом граду Нишу радило је више ТВ и радио станица. Међу њима су се истицале Градска телевизија, ТВ5, радио „Белами“, које су имале политички програм, али је поред тога било и више мањих станица које су се пре свега бавиле забавним програмом. Оснивач и власник Градске телевизије био је град Ниш, а остале су биле у приватном власништву.

### Изборна крађа
Други круг локалних избора био је 17. новембра 1996. године. Само гласање завршило се без већих проблема, а онда је након затварања биралишта почело бројање гласова. Радио-станица „Белами“, чији је уредник био познати нишки новинар Зоран Марјановић, преносила је резултате гласања. Новинари ове радио-станице су ишли до бирачких места и чим је пребројавање завршено они су преузимали резултате гласања и слали их у радио који се налази у самом центру града на стотинак метара од просторија СПС-а. Неколико сати након затварања биралишта, већина резултата је била позната. Више од 2/3 одборничких места у скупштини града Ниша припало је коалицији Заједно и народ је око поноћи спонтано почео да се окупља у центру града и да прославља победу. Радио Белами је чак у једном тренутку прекинуо са радом чиме је повећана тензија међу грађанима. По признању Зорана Марјановића, ово је он урадио и није било ометања сигнала како су многи мислили.
Сутрадан је изборна комисија почела са саопштавањем резултата, а резултати су се разликовали од онога што је могло да се чује дан раније. Алармантне вести доносили су представници коалиције Заједно у изборној комисији. Они су доносили записнике где је број гласова био накнадно мењан, а имали су примерке записника са грубим кршењима и прекрајањем изборних резултата. Изборна крађа састојала се у томе да су бројеви гласова кандидата СПС-а повећавани, а коалиције „Заједно“ смањивани и то мењањем прве бројке (на пример са 357 на 457 и са 525 на 425). Најочигледнији пример је био на бирачком месту где је кандидат испред коалиције Заједно био Ристо Буквић, иначе глумац и познати водитељ емисије Архив душе на ТВ5. Разлика је била толика (2122 према 987) да је неколико пута мењан број гласова, а све се то могло видети на записницима, тако да је убедљива победа кандидата коалиције Заједно преокренута у тесну победу кандидата СПС-a Драгана Ранђеловића. Коалиција Заједно имала је 17 записника на којима је дошло до изборне крађе и то су били јасни докази да се изборном вољом манипулише.

### Почетак протеста
Рок за изборну комисију био је уторак 19. новембар 1996. године у 18 часова да кажу тачне резултате гласања. Коалиција Заједно је за тада заказала протест и позвала народ да се окупи испред зграде општине у Нишу где је била изборна комисија. У заказано време народ се у великом броју (35.000) окупио испред зграде Општине где се појавио кордон полиције, а изборна комисија је изашла неколико сати раније. Након неког времена видело се да ништа не може да се промени, а појава полиције само је револтирала грађане. Тада су се чули повици „Идемо на пекару“. Радило се о познатој нишкој пекари „Бата Бане“, коју је држао један од челника СПС-а у Нишу, Бранко Тодоровић. Народ је спонтано кренуо ка пекари која се налази на километар од зграде општине. Пред пекаром су затекли неколико полицајаца који су били неприпремљени. Како је маса прилазила један полицајац је испалио хитац у вис, маса се повукла десетак метара, а онда је јурнула ка полицајцима и пекари. Полицајци су побегли, а пекара је демолирана у потпуности. У то време почела је и јака киша тако да се маса убрзо разишла.

### Протести
Сутрадан су почели свакодневни протести у Нишу, а вести о изборној крађи у Нишу проширили су се на целу Србију и коалиција „Заједно“ је позвала грађане да отпочну са демонстрацијама. Првих дана демонстрација у Београду једна од парола била је и „Не дамо Ниш“, на шта је одговор у Нишу био „Не дамо Београд“. Убрзо су се студентске организације и средњошколци придружили протестима, међутим синдикати су се дистанцирали и није било већег оптерећења на државне институције, него се све свело на свакодневне протесте и шетње.
Градска изборна комисија је донела закључке да се на спорним местима избори морају поновити и заказала је изборе у четвртак, 1. децембра 1996. Међутим, због протеста сами избори нису могли да се одрже.
Дана 7. децембра је организован протест испред „Градске телевизије“ на коме је са терасе телевизије бачен телевизор у знак протеста на начин извештавања ове телевизије.
СПС је због избијања кризе сменио Милета Илића још у току протеста што није био случај у другим градовима.
У децембру су студенти организовали акцију под именом „Освајање врха Србије“. 15. децембра у 12 сати кренула је група од 17 студената (симболично — 17 записника) на шетњу од 48 сати од Ниша до Београда и они су били примљени код председника Србије Слободана Милошевића.
Ситуација у Нишу је била тако драстична да је изборна победа коалиције „Заједно“ била призната пре него што је дошао специјални изасланик ОЕБС. Демонстрације и протестне шетње у Нишу нису се завршиле до коначног признања изборних резултата у целој Србији. Протесте у Нишу карактерисало је што су били мирни и није било инцидената после демолирања пекаре „Бата Бане“ и реаговања полиције изузев при покушају блокаде ауто-пута Београд-Ниш, али је тај инцидент био миноран. Међу најистакнутијима у коалицији „Заједно“ били су Зоран Живковић (ДС) и Бранислав Јовановић (СПО).
Велику помоћ коалицији „Заједно“ пружила је нишка телевизија „Наис“ тако што је омогућила људима из коалиције „Заједно“ да свакодневно воде програм чиме су могли да се лакше обраћају грађанима Ниша. Демонстрације су биле веома популарне тако да су прославе Нове године по грегоријанском и Нове године по јулијанском календару организоване на централном градском тргу где се појавило 100.000—150.000 људи, што је апсолутни рекорд за град Ниш јер је сваки други грађанин тога дана био на централном градском тргу.

## Контрамитинг наТеразијама24. децембра1996.
СПС и ЈУЛ су организовале контрамитинг под именом „За Србију“ 24. децембра 1996. године у 15 часова на истом месту где су се присталице коалиције Заједно недељама сакупљале. На протестима је говорио и Слободан Милошевић. Једна од порука Слободана Милошевића била је: Србијом неће управљати туђа рука. На скандирање Слобо ми те волимо председник је узвратио Волим и ја вас. Пре, за време и после митинга било је неколико ексцесних ситуација између присталица коалиције Заједно и присталица Слободана Милошевића.
У јутарњим часовима тога дана аутобуси, са присталицама СПС-а и ЈУЛ-а из целе Србије, почели су да пристижу у Београд. У групама су прилазили центру града носећи транспаренте и узвикујући пароле. На улицама Београда људи су били веома опозиционо настројени тако да је све ово за њих била отворена провокација. Напету ситуацију погоршавало је то што на улицама, скоро до пред почетак контрамитинга, готово да није било полиције. Инциденти, у виду бацања каменица, пребијања, пуцњи, били су честа појава.
Завршило се погибијом једног присталице коалиције Заједно (Предраг Старчевић) и тешким рањавањем другог (Ивица Лазовић), као и са више десетина повређених на обема странама. Тело Предрага Старчевића, преминулог од последица батинања, пронађено је на мосту Газела, а случај никада није разјашњен. На Ивицу Лазовића је испред просторија СПО-а у Кнез Михаиловој пуцао из пиштоља Живко Сандић, један од СПС-oваца из Бечеја. CNN-ов снимак пуцња обишао је цео свет.
Многи процењују да је Србија тог дана била на ивици грађанског рата.
Према извештају РТС-а, на контрамитингу је било пола милиона људи, а према нережимским медијима само 30.000.
Према рачуници Коалиције Заједно контрамитинг СПС-а је, према тадашњим ценама, коштао 1.386.000 немачких марака или 4.575.000 тадашњих динара.

## Прослава Нове године и Српске Нове године
Током протеста одржане су прославе Нове године и Српске Нове године. На дочек Нове године, у организацији коалиције Заједно, окупило се око 200.000 људи у Београду а на позив Студентског парламента на Тргу слободе, Кнез-Михајловој, Теразијама и околним улицама скупило се око 500.000 грађана што је био највећи скуп у Београду.

## Пребијање грађана на почетку Бранковог моста2. и3. фебруара1997.
Због спречавања шетњи, Коалиција је своје присталице позвала да из различитих праваца дођу на Трг Републике. Шетњу са Новог Београда предводио је вођа СПО-а Вук Драшковић. Та колона била је, око 20 сати, блокирана кордоном на почетку новобеоградске стране моста.
Остатак демонстраната који је несметано стигао на Трг из других делова града кренуо је кроз Бранкову улицу како би се придружио Новобеограђанима. Међутим, и ту колону коју су предводили председници ДС-а и ГСС-а Зоран Ђинђић и Весна Пешић, дочекао је кордон на почетку Бранковог моста.
После скоро три сата блокаде, полиција је деловала истовремено на обе стране моста. Напад на демонстранте почео је употребом водених топова који су дошли Поп Лукином улицом. Многи грађани били су поливени водом, иако је те вечери у Београду било десет степени испод нуле. У општој паници која је настала повређено је више грађана, а пендреком је више пута ударена и Весна Пешић. Полиција је, у јурњави за демонстрантима, зашла и по дорћолским улицама, тако да је по сведочењу очевидаца, један број грађана претучен и у Француској улици. Биланс интервенције је неколико десетина повређених, међу којима и неколико полицајаца, као и неколико приведених демонстраната.

## Хронологија грађанских протеста

### Новембар - децембар 1996.[17]
| Датум   | Догађај | Датум  | Догађај | Датум  | Догађај |
| ------- | --- | ------ | --- | ------ | --- |
| 17.11.  | Одржан други круг избора за локалне власти. Исте ноћи грађани су славили победу опозиције. | 1.12.  | Драган Томић гостује на РТС-у и демонстрације назива "профашистичким и рушилачким". Ухапшена 4 демонстранта, шетала и бака Олга. Први пут се појавио покретни разглас. Полиција најавила оштрије мере.                                                                              | 15.12. | Делегација коалиције "Заједно" разговарала са Џорџом Корнблумом. Први пут пуштена песма "Глас". Свакодневни протести у већим градовима и насељима у Србији.                                                                                                 |
| 18.11.  | На Тргу републике одржан митинг победе, након чега су лидери коалиције "Заједно" отишли у градску скупштину да би упозорили ГИК да не манипулише изборним резултатима. Други круг је окарактерисан као "латиноамерички избори"                | 2.12.  | У Скупштини Србије одложена седница због дезинфекције зграде. Ухапшена 32 демонстраната. Упркос упозорењу и снегу, шетња је одржана. | 16.12  | Коалиција "Заједно" напустила републичку скупштину. Одбијен захтев за формирање анкетног одбора. Међународна организација за помоћ медијима прогласила је Радио Б92 за најбољи радио на свету. Мило Ђукановић предложио Милошевићу да одмах поништи изборе. |
| 19.11   | Објављени прелиминарни резултати - СПС подноси приговор. Почели протести у Нишу. Драшковић пред 35000 људи изјавио "Нишка полицијо, честитам ти што нећеш да браниш Козаностру."                                                              | 03.12  | Након вишедневног селективног ометања, прекинут рад Радија Б92, радио Индекс, пожаревачког радија БУМ93. Званично, Б92 нема дозволу за рад. Нови захтеви на митинзима су слобода медија и ослобађање демонстраната. Пет америчких конгресмена у шетњи. НУНС тражи оставку Тијанића. | 17.12. | Милошевић пред камерама примио нишке студенте. Коалиција "Заједно" тражи оставке Д. Томића, М. Марјановића и Д. Милановића. У Мајданпеку одржан први митинг подршке Милошевићу.                                                                             |
| 20.11.  | Протести се шире Србијом (Ужице, Пирот, Јагодина...) Са митинга је послато писмо Милошевићу, а Даница Драшковић је дала изјаву-разговор за РТС. Ђинђић симболично промовисан за новог градоначелника.                                         | 04.12  | Миле Илић поднео оставку. Масовна шетња (преко 100.000 демонстраната). Министар Милутиновић у Лондону изјавио да неће бити употребљена сила против демонстратора. | 18.12. | Настављају се митинзи подршке Милошевићевом писму. Коалиција "Заједно" позвала грађане на прославу Св. Николе на Тргу Слободе. СПС позвао надлежне да спрече ометање саобраћаја у Београду.                                                                 |
| 21.11.  | Митинг и прва протестна шетња Београдом. | 05.12. | 150.000 шетача извело напад папирнатом авијацијом на РТС. Прорадио Б92. | 19.12  | Сто хиљада људи прославило Светог Николу. МТВ снимио спот за песму "Глас". Нова Демократија не подржава контрамитинге свог коалиционог партнера. |
| 22.11.  | У Пироту одборници коалиције "Заједно" штрајкују глађу. | 06.12. | Тијанић поднео оставку. На митингу су се појавиле заставе САД и других земаља, као и лутка са ликом председника Милошевића. | 20.12. | У Београд допутовала комисија ОЕБС-а, на разговор са Милошевићем и коалицијом "Заједно". Момир Булатовић у интервјуу француском Фигару рекао да му је Милошевић признао победу опозиције.                                                                   |
| 23.11.  | Митинзи у Београду, Нишу и Крагујевцу. | 07.12. | Врховни суд одбио жалбу ГИК Београда. НАкон хапшења, малтретиран Дејан Булатовић. Кети Мортон разговарала са Милошевићем. | 22.12. | Коалиција Заједно на митингу објављује поверљиве информације са затвореног састанка СПС-а на којем је планиран контрамитинг за 24.12. Одржан први конгрес Савеза слободних градова и општина Србије.                                                        |
| 24.11.  | ГИК Београда и Ниша поништавају велики број мандата коалиције "Заједно". Вук изјавио "Наређујем, главу горе" | 08.12. | Деветнаести дан протеста. ГИК упућује жалбу савезном суду. | 23.12. | Сто хиљада демонстраната. Патријарх апеловао да се избегне насиље. |
| 25.11.  | Коалиција "Заједно" подноси Врховном суду Србије жалбу на одлуке Првог општинског суда. Током шетње демонстратори бацали јаја на Скупштину града, РТС, Радио Београд и Политику. Најављен бојкот трећег круга, а шетња је почела у 15 часова. | 09.12  | Ворен КРистофер позвао Милошевића да призна резултате избора. Ђинђић поручио; "Ако одустанемо, изгубићемо!". | 24.12. | Инциденти између Београђана и контрамитингаша. Члана СПО Ивицу Лазовића ранио један контрадемонстрант. Највећи протести до сада. |
| 26.11.  | Врховни суд одбио жалбу. Милиција чува суд у Јагодини. | 10.12. | Савезни суд одбацио захтеве ГИК Београда. Коалиција "Заједно" одбила да учествује у раду савезне скупштине. Говор лидера одржан на Теразијама. | 25.12. | Укупан биланс протеста - 58 повређених. Настављен протест упркос интервенције полиције. |
| 27.11   | Одржан трећи круг избора. Осим јаја бацало се и камење. | 11.12. | Клинтон поручио Милошевићу да се резултати избора морају поштовати. Биљана Плавшић подржала протест. Представници ДС-а у Вашингтону затражили замрзавање имовине. | 26.12. | Јаке полицијске снаге блокирале шетњу. |
| 28. 11. | Коалиција "Заједно" апеловала да се не баца камење. Јаја и даље актуелна ("На јајаре - јајима"). | 12.12  | Проглас Савеза драмских уметника Србије. | 27.12. | Полиција и младићи у цивилу тукли протестанте. |
| 29.11.  | Све јаче реакције из иностранства. Јаја бачена и на Врховни суд. Изашао је први број "Демократије" . У Крагујевцу прослављена победа. | 13.12. | Милошевић пише писмо-одговор Ворену Кристоферу и позива комисију ОЕБС-а. РТС започео кампању против страних застава на митинзима. | 30.12. | Полиција је блокирала и пешачку зону, шетња само Кнез Михајловом. Грађани позвани на дочек Нове године на улицама. Војска неће излазити на улице. |
| 30.11   | Рекордни број демонстраната - 200.000. Бацала су се јаја, кесе са црвеном бојом, јогурт, тоалетни папир, а звиждук након помињања имена Слободана Милошевића је трајао 20 минута.                                                             | 14.12. | Пешке пристижу новосадски студенти. | 31.12  | Милошевић најавио 1997. годину као годину реформе. Више од пола милиона људи дочекало је поноћ на тргу. Без већих инцидената. |

### Јануар - март 1997.[17]
| Датум  | Догађај | Датум  | Догађај |
| ------ | --- | ------ | --- |
| 02.01. | Свети Архијерејски сабор СПЦ осудио је изборну крађу у Србији и насиље. Коалиција "Заједно" позвала грађане да праве буку сваке вечери у 19:30, тако ометајући ТВ дневник                     | 01.02. | У Крушевцу почео протест гимназијалаца. Д. Митевић изјавио да је криза последица глупости људи на власти. У Београду се деле шетачке дозволе. |
| 05.01. | Београђани изазвали саобраћајни колапс у центру града, организујући протестну шетњу и симулирајући кварове на аутомобилима                                                                    | 02.02  | Полиција пендрецима и воденим топовима растерала демонстранте са обе стране Бранковог моста. Упадом на Филозофски факултет прекршена аутономија Универзитета. У Ургентном центру тридесетак повређених грађана                                                                 |
| 06.01. | Пола милиона грађана провело Бадње вече на улицама. Експлозија испред зграде дирекције ЈУЛ-а                                                                                                  | 03.02. | Патријарх позвао на уздржавање од насиља и критиковао власт. Штрајк таксиста због убиства колеге. Прекинут Фест. |
| 08.01. | Влада Србије саопштила да је коалиција "Заједно" добила већину у скупштини града Ниша. У Београду поново блокиран саобраћај, а полиција употребила силу током акције "покварених аутомобила". | 04.02. | Слободан Милошевић упутио писмо председнику владе М. Марјановићу којим му предлаже усвајање предлога Lex specialis-a. Следећег дана Влада експресно упутила исти на усвајање предлог закона. Сукоб демонстратора и полиције.                                                   |
| 09.01. | Врховни суд потврдио победу у Вршцу. Шетња је поново спречена. Педесет и два академика траже повлачење полиције са улица                                                                      | 08.02. | Lex Specialis оцењен као неуставан.Просветари и даље у штрајку. Човић не да свој мандат. На тргу око 80000 људи. |
| 12.01. | Педесет и четврти дан протеста, и шетња је блокирана. Грађани преузели аутобус на линији 31. Четири овце са Златибора доведене на митинг.                                                     | 09.02. | Народно позориште у штрајку. Око зграде "демократски прстен" . Бука "код Вука" . |
| 14.01. | ГИК Београда објавио победу коалиције "Заједно" . Н. Човић и М.Илић искључени из чланства СПС-а, први зато што је био против а други зато што је био за крађу гласова.                        | 11.02. | Усвојен Lex Specialis. Одбијен је амандман о Новом Београду и Младеновцу. Реконструисана Влада Србије са доста министара из ЈУЛ-а. Радикали напустили скупштину. Демонстранти пристизали на Трг Републике без ометања. Закон сутрадан ступио на снагу. Протести се настављају. |
| 16.01. | Атентат на ректора Универзитета у Приштини Радивоја Паповића. Две старице превариле кордон и зауставиле саобраћај у Коларчевој.                                                               | 17.02  | Министарка Буба Морина налетела колима на "милитантне избеглице и тврди део СПО" . Драшковић најавио вето на предлог СПО-а да Даница Драшковић буде председник градске власти. До сада шест милиона људи прошетало Србијом.                                                    |
| 17.01. | Самоубиство Николе Кољевића. Протести Срба на Косову. | 21.02  | Конституисана СО Београда. Скинута петокрака са зграде Скупштине града. Прослава на Тргу уз тајм-аут властима за ослобођење медија. СКПЈ осудио чин скидања петокраке. |
| 18.01. | СПС се жали на одлуку ГИК-а. Грађани у униформама обележили шездесети дан протеста. Почео штрајк просветара.                                                                                  | 25.02  | Једносатни штрајк упозорења здравствених радника. Већина школа у Србији не ради због штрајка. Родитељи и ђаци подржавају професоре у штрајку. |
| 23.01. | РТС одлаже одлуку о предаји крагујевачке РТВ. Протести у Крагујевцу на ивици ексцеса. Претучен посланик СПО-а, као и грађани у Краљеву и Нишу.                                                | 27.02  | Веће декана сменило ректора. Нема договора између владе и просветара. Повратак отписаних у Студио Б. |
| 24.01. | Ново руководство Крагујевца постигло договор са РТС-ом о привременом неемитовању информативног програма и изласку полиције из зграде РТВ Крагујевац. Бира се најбучнији крај у Београду,      | 28.02. | Споразум између СРЈ и РС. Предлог укидања градске таксе од 3%. Принц Александар Карађорђевић позван да посети Београд. |
| 27.01. | Највећа Светосавска литија икада виђена у Београду - преко 300 000 људи. У Нишу конституисана нова скупштина града. Полиција се повукла.                                                      | 01.03. | Смене у НИН-у. Почео штрајк у истом. |
| 30.01. | У протесту активно 700 000 грађана. Најављени генерални штрајкови Самосталних синдиката Србије и београдских адвоката.                                                                        | 05.03. | Победнички митинг у Крагујевцу, СПО основао одбор за обнову монархије. Два лица повређена у експлозији испред Филозофског факултета у Приштини. |